# Green Silence
«Green Silence» — музичний гурт зі Львова, заснований у 2004 році.

## Склад
- Юрій Рокецький — бас, вокал
- Олег Кузьмінський — барабани, перкусія
- Євген Карвацький — гітара, бек-вокал
- Андрій Пришляк — клавіші, акордеон, бек-вокал
- Любомир Радомський — саксофон, флейта
- Анатолій Комар — труба
- Ескендер Усейнов — тромбон

## Історія гурту
Все починалось в далекому 2004 році з цитаделі та акустичної гітари а також ідеї про створення проекту який би грав легку, розслабляючу, психоделічну музику. Гурт створили двоє студентів ЛНУ ім. І. Франка Юрій Гарасимович (Боб) та Барна (Барма) Максим. Барма — вокал, Боб — гітара. Потім у гурт прийшов Юрій Рокецький (Lennon), у минулому вокаліст гурту «CODA», і погодився грати на бас-гітарі. Першим барабанщиком був Р. Курташ, далі — С.Кирилов.
В такому складі 23 березня 2004 року хлопці провели першу репетицію і дали гурту першу назву — «Silence», яка згодом перетворилась у «Green silence».
З того часу склад неодноразово змінювався, що у свою чергу впливало на зміну стилю музики. Зрештою гурт зупинився на Ска, Фанку, Реггі та Латино-американських мотивах. В цілому різностильову музику гурту об'єднує яскрава мелодійність композицій.
Згодом гурт почав брати участь у численних фестивалях та давати велику кількість клубних концертів. Зараз гурт активно гастролює Україною та поза її межами.
У 2020 році гурт підписав контракт з українським лейблом Moon Records Ukraine. Перший сингл Green Silence "На пляжі" вийшов на лейблі 19 березня 2020 року.

## Альбоми
- «Green Silence»
- Жанр: Funk / Jazz / Ska
- Рік випуску: 2009
- Виробник диску: Україна
- Аудіо кодек: MP3
- Бітрейт аудіо: 320 kbps
- Тривалість: 53:29

- Детальніше про альбом Green Silence 2009
- «Все буде Love!»
- Жанр: Funk / Jazz / Ska
- Рік випуску: 2014
- Виробник диску: Україна
- Аудіо кодек: MP3
- Бітрейт аудіо: 320 kbps
- Посилання на альбом: https://notatky.com.ua/green-silence-vse-bude-love-albom/ [Архівовано 13 листопада 2019 у Wayback Machine.]

## Фестивалі
- «Перлини сезону» 2006 (2 премія)
- «Рокотека» 2006, в рамках Європейського туру гурту Lake of Tears
- «Мізунська Звигода» 2007
- «Славське Рок» 2007
- «Славське Рок» 2008
- «Славське Рок» 2010
- «Без Кордонів» 2007, м. Ужгород
- «Дні Львова у Ряшеві» 2007 (Польща)
- «Рейвах» 2008, м. Тернопіль
- «Х-Гуцулія» 2008, м. Івано-Франківськ
- «Великдень на ринку» 2008 м. Львів
- «Мелодія» 2008, м. Львів, (колектив став відкриттям року)
- «Гальба» 2008, м. Львів
- «Потяг до Яремче» 2008
- «Літо на ринку» 2008, м. Львів
- «Крок у майбутнє» 2008, м. Херсон (1 премія)
- Гірськолижний фестиваль 2008 р. м. Славське та м. Буковель
- «Чернігівське Rocks Львів» 2009
- «Тарас Бульба» 2009
- «День батяра у Львові» 2010
- «Дні української культури у Щецині» (Польща)"2011
- «Natchnieni-bieszczadem» (Польща) 2011
- «Міжнародний фестиваль Carpathia» (Польща) 2011 — лауреат
- Всесвітній бойківський фестиваль «Бойківські Фестини» 2012
- NATCHNIENI-BIESZCZADEM 2012, (Cisna, Poland) 2012
- «Захід» 2012
- «Woodstock Ukraine», Свірж 2014
- «Україна Єдина» 2014

## Телепроєкти
- М1 «Твій формат», разом з дуетом «Пара нормальних»
- М1 «Свіжа кров»
- УТ1 «Фолькмюзік», грн.-прі сезон «Весна-2009»
- УТ-1 Наша пісня

- ТВІ "Музика для дорослих" з Марією Бурмакою
- ZIK програма "Гараж"